# Physcomitrium mahui
Physcomitrium mahui är en bladmossart som beskrevs av H. Robinson 1970. Physcomitrium mahui ingår i släktet huvmossor, och familjen Funariaceae. Inga underarter finns listade i Catalogue of Life.